# Os Grãos
Os Grãos é o sexto álbum de estúdio dos Paralamas do Sucesso, lançado em 1991. Embora não tenha vendido tanto, mas tem grandes sucessos como Tendo a Lua, Trac Trac, Ah Maria e Sábado. O álbum estourou na Argentina.

## Faixas
Todas as faixas por Herbert Vianna, exceto onde anotado.
| Edição padrão  |                                                    |                                  |         |  |
| N.º            | Título                                             | Compositor(es)                   | Duração |  |
| 1.             | "Tribunal de Bar"                                  | Herbert Vianna Bi Ribeiro        | 02:50   |  |
| 2.             | "Sábado"                                           |                                  | 03:50   |  |
| 3.             | "Tendo a Lua"                                      | Herbert Vianna Tetê Tillet       | 03:41   |  |
| 4.             | "Os Grãos"                                         | Herbert Vianna Demétrio Bezerra  | 03:38   |  |
| 5.             | "Carro Velho"                                      |                                  | 03:25   |  |
| 6.             | "Vai Valer"                                        |                                  | 03:37   |  |
| 7.             | "Trac Trac" (com a participação de Fernanda Abreu) | Fito Páez versão: Herbert Vianna | 03:51   |  |
| 8.             | "O Rouxinol e a Rosa"                              |                                  | 03:55   |  |
| 9.             | "A Outra Rota"                                     |                                  | 02:40   |  |
| 10.            | "Dai-Nos"                                          |                                  | 03:01   |  |
| 11.            | "Ah, Maria"                                        |                                  | 04:50   |  |
| 12.            | "Não Adianta"                                      |                                  | 04:04   |  |
| 13.            | "Trinta Anos"                                      |                                  | 03:09   |  |
| Duração total: | Duração total:                                     | Duração total:                   | 46:12   |  |

## Versão Em Vinil E Fita K7
| Lado A |                   |                                 |         |  |
| N.º    | Título            | Compositor(es)                  | Duração |  |
| 1.     | "Tribunal de Bar" | Herbert Vianna Bi Ribeiro       | 02:50   |  |
| 2.     | "Sábado"          |                                 | 03:50   |  |
| 3.     | "Tendo a Lua"     | Herbert Vianna Tetê Tillet      | 03:41   |  |
| 4.     | "Os Grãos"        | Herbert Vianna Demétrio Bezerra | 03:38   |  |
| 5.     | "Carro Velho"     |                                 | 03:25   |  |
| 6.     | "Vai Valer"       |                                 | 03:37   |  |

| Lado B |                                                    |                                  |         |  |
| N.º    | Título                                             | Compositor(es)                   | Duração |  |
| 7.     | "Trac Trac" (com a participação de Fernanda Abreu) | Fito Páez versão: Herbert Vianna | 03:51   |  |
| 8.     | "O Rouxinol e a Rosa"                              |                                  | 03:55   |  |
| 9.     | "A Outra Rota"                                     |                                  | 02:40   |  |
| 11.    | "Ah, Maria"                                        |                                  | 04:50   |  |
| 12.    | "Não Adianta"                                      |                                  | 04:04   |  |

## Créditos
Os Paralamas do Sucesso
- Herbert Vianna: voz, guitarra e teclados; conceito da capa; produção (como Teabag V)
- Bi Ribeiro: baixo; conceito da capa
- João Barone: bateria, percussão e programação; conceito da capa

Músicos convidados
- Chico Neves: sequenciador em "Tribunal de Bar"
- Liminha: sequenciador em "Sábado" e "Ah, Maria"; guitarra em "Sábado"
- João Fera: teclados em "Sábado", "O Rouxinol e a Rosa" e "Dai-nos"
- Monteiro Jr: saxofone e flauta em "Sábado", "Os Grãos", "Carro Velho", "Vai Valer" e "O Rouxinol e a Rosa"
- Senô Bezerra: trombone em "Sábado", "Os Grãos", "Carro Velho", "Vai Valer" e "O Rouxinol e a Rosa"
- Demétrio Bezerra: trompete e flugelhorn em "Sábado", "Os Grãos", "Carro Velho", "Vai Valer" e "O Rouxinol e a Rosa"
- William Magalhães: piano elétrico em "Tendo a Lua"
- Carlinhos Brown, Léo Bit Bit, Tripé: percussão em "Carro Velho"
- Jacques Morelenbaum, Márcio Mallard: violoncelo em "Vai Valer" e "A Outra Rota"
- Denver Campolino: contrabaixo em "Vai Valer"
- Arlindo Penteado, Frederick Stephany: viola em "Vai Valer" e "A Outra Rota"
- Hindemburgo Pereira, Murillo Loures: viola em "A Outra Rota"
- Carlos Eduardo Hack, Gian Carlo Pareschi, José Alves, José Dias de Lana, João Daltro, Paschoal Perrotta: violinos em "Vai Valer" e "A Outra Rota"
- Aizik Geller, Alfredo Vidal: violinos em "A Outra Rota"
- Fernanda Abreu: vocal em "Trac Trac"
- Fito Páez: órgão e piano em "Trac Trac" e "A Outra Rota"; vocal em "Trac Trac"
- Fábio Fonseca: teclados em "Trac Trac" e "Não Adianta"
- Mário P.C: sax barítono em "O Rouxinol e a Rosa"

Produção
- Carlos Savalla, Liminha: produção, gravação e mixagem
- Franklin Garrido: gravação
- Safira Hirsch: gravação de percussão
- Brad Gilderman: engenheiro, mixagem
- Lawrence Ethan: mixagem
- Paralamas: mixagem; produção de relançamento (1997)
- Steve Hall: masterização no Future Disc (1991)
- Chris Blair, Peter Mew: remasterização no Abbey Road (abril/maio de 1997)
- Márcio Paquetá: engenheiro assistente  (menos em "A Outra Rota")
- Beto Pimentel, Jorge Brum: engenheiros assistentes em "A Outra Rota"
- Helder Vianna: roadie
- Mauro Benzaquem: roadie, técnico
- Jerônymo Machado: técnico

Arte
- Gringo Cardia: capa, conceito
- Maurício Valladares: conceito e fotografia
- Egeu Laus: gráficos